# Афар (народ)

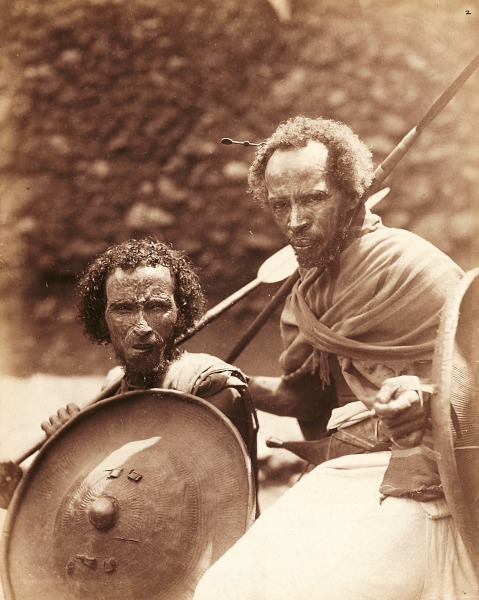
1888

Афар (афар Qafár; або афари, арабська назва — данакіль) — напівкочовий кушитський народ на півночі Східної Африки.

## Територія проживання і чисельність
Афари проживають на північному сході Ефіопії, в Еритреї та Джибуті (в останній країні вони складають понад третину від загальної чисельності населення).
Загальна чисельність афарів станом на середину 1990-х років (оцінка) — близько 1 млн осіб (точних даних немає через відсутність постійних переписів, найперше через міждержавні та міжетнічні конфлікти на території проживання афарів, крайнє зубожіння регіону тощо).

## Мова і релігія
Афари розмовляють афарською мовою, яку деякі фахівці вважають діалектом мови афар-сахо східно-кушитської підгрупи. Серед афарів поширені також амхарська та арабська мови.
Писемність — на основі ефіопського письма.
Від Х ст. афари навернуті до ісламу арабами-торгівцями з Аравії, і дотепер є ревними мусульманами-сунітами.

## Історія і суспільство
Перші згадки про афарів відносяться до ХІІІ століття (в арабських письмових джерелах).
Надалі афари разом з іншими народами регіону утворили ряд феодальних султанатів (Ауса, Адаль), що в XIX ст. увійшли до складу Ефіопської імперії, а наприкінці цього ж століття були частково загарбані колоніальними метрополіями Італією та Францією.
Афари поділяються на дві основні кастово-племінні групи: знать (асаймара «червоні») та численні, відносно вільні общинники (адоймара «білі»).
У складі афарів вирізняють групи (роди) арабського, сомалійського тощо походження.

## Господарство і культура
Афари займаються кочовим і напівкочовим верблюдництвом, в меншій мірі відгонним скотарством (велика і дрібна худоба). Раніше афари практикували брати худобу в землеробців на випас.
Серед інших занять — випарювання солі, на узбережжі Червоного моря — рибальство, в оазі Ауса — землеробство.
Матеріальна культура афарів близька решті народів регіону. Зберігається фольклор.